# 大渡口博物馆
大渡口博物馆（英語：Dadukou Museum）是一座位于重庆市大渡口区的博物馆。

## 历史
2017年5月18日建成开馆，位于重庆市大渡口区钢花路302号附5号。总建筑面积2,099平方米，展厅面积1,100平方米。馆藏藏品1,000余件，其中从旧石器时代直至近代文物共200余件。

## 营业时间
- 周二至周日：上午九点至下午五点
- 周一闭馆

## 交通
- 重庆轨道交通2号线平安站